# 731 a.C.

## Eventos
- Início do reinado de Cinziro e Poro na Babilônia. Eles reinaram cinco anos.[1]
- 731/722 Oseias último rei de Israel